# Ricerca vocale Google
Ricerca vocale Google (in inglese Google Voice Search) è un servizio di ricerca a riconoscimento vocale fornito da Google, grazie al quale è possibile impartire comandi a voce per trovare informazioni o comporre un SMS senza digitare manualmente i caratteri.
Introdotto per la prima volta nell'agosto 2008 con il nome di Voice Action (e limitatamente alla lingua inglese) sui dispositivi mobili con sistema operativo Android, nel novembre dello stesso anno venne lanciata anche la versione per iPhone.
Nel giugno 2010 il servizio viene esteso ad altre lingue, tra cui il francese, lo spagnolo, il tedesco e l'italiano.
Dal giugno 2011 Voice Search, assieme a Search by Image (analogo servizio di ricerca non testuale, ma tramite immagini), è supportato anche dai computer, ma può essere eseguito soltanto tramite il browser Google Chrome (installando l'apposita applicazione dal Chrome Web Store).